# White Salmon (rivière)
Pour les articles homonymes, voir White Salmon.
La rivière White Salmon (White Salmon River ; littéralement « Rivière au Saumon Blanc») est une rivière qui appartient au bassin du fleuve Columbia et qui s'écoule dans l’État de Washington au nord-ouest des États-Unis.

## Description
La rivière prend sa source au niveau du mont Adams, un important volcan de la chaîne des Cascades. Ses affluents sont issus de la fonte de glaciers du volcan. La rivière termine sa course en se jetant dans le fleuve Columbia au niveau de la gorge du Columbia. La partie basse de la rivière est localisée dans la Columbia River Gorge National Scenic Area tandis que des portions de la partie amont de la rivière sont classées en tant que National Wild and Scenic River.
Les principaux affluents de la rivière sont les ruisseaux Trout Lake Creek, Buck Creek, Mill Creek, Dry Creek, Gilmer Creek, et Rattlesnake Creeks.

## Préservation
Le 17 novembre 1986, la rivière est désignée en partie en tant que National Wild and Scenic River. Cela représente environ 47 km de la rivière entre les confluences avec le Gilmer Creek et avec le Buck Creek. Le 2 août 2005, une portion supplémentaire de la rivière située dans la forêt nationale Gifford Pinchot a été désignée aussi.

## Tourisme
La rivière est utilisée par des kayakistes et des rafteurs toute l’année grâce à la présence de rapides.